# Genius (Computerspielreihe)
Genius ist eine aus drei Spielen bestehende Serie von digitalen Lernspielen des Cornelsen Verlag. Entwickelt wurden alle drei Spiele vom Studio Radon Labs.

## Spielinhalte
Alle Spiele der Serie vereinen Elemente von Aufbaustrategiespielen und Simulationsspielen. Der Spieler muss Entscheidungen treffen und fachspezifische Aufgaben lösen, um ein vordefiniertes Ziel zu erreichen (Im Fall von Genius – Unternehmen Physik muss beispielsweise eine Rakete ins All geschossen werden).

### Genius – Unternehmen Physik (2004)
Im Spiel Genius Unternehmen Physik beschäftigt sich der Spieler mit dem Fach Physik. Der Spieler hat die Aufgabe, eine kleine Fahrradwerkstatt zu einem Weltkonzern aufzubauen.

### Genius – Task Force Biologie (2005)
In dem Spiel Genius – Task Force Biologie setzt sich der Spieler mit dem Fach Biologie auseinander. Der Spieler muss in verschiedenen Szenarien eine zerstörte und verschmutzte Umwelt renaturieren.

„Genius Task Force Biologie bietet einen gelungenen Mix aus Spielen und Lernen. Auch wenn der Schwerpunkt auf dem spielerischen Charakter des Programms liegt, kommen die Lerninhalte nicht zu kurz. Fakten und Zusammenhänge aus der Mikrobiologie, der Genetik, der Umwelt- und Naturkunde müssen zwangsläufig gelernt werden. So kombiniert die Software einen seriösen Einstieg in die Welt der Biologie mit einer gelungene Aufbausimulation.“

Genius – Task Force Biologie gewann 2005 den ersten Platz des Kindersoftwarepreis TOMMI. In der Begründung der Jury heißt es, das Spiel sei „authentisches Gameplay und Lernbasis zum Thema Biologie im weitesten Sinne. Beides auf extrem hohem Niveau. Eine gelungene Kombination aus Lern- und Spielsoftware!“

### Genius – Im Zentrum der Macht (2007)
Im Spiel Genius – Im Zentrum der Macht erlernt der Spieler Inhalte der Fächer Politik und Sozialkunde. Der Spieler beginnt eine politische Karriere und muss sich vom Bürgermeister zum Bundeskanzler emporarbeiten. Das Spiel entstand in Zusammenarbeit mit der Bundeszentrale für politische Bildung.

„"Genius – Im Zentrum der Macht" schafft eine gelungene Verbindung von Unterhaltung und einem lehrreichen Thema. Politische Zusammenhänge werden geschickt mit der spielerischen Ebene verbunden, ohne den Spieler dabei zu langweilen.“

Im Jahr 2008 gewann Genius – Im Zentrum der Macht den Lara-Award in der Kategorie „Education“.